# Дом-1
Дім (рос. Дом) — російське реаліті-шоу, що виходило на телеканалі ТНТ з 1 липня по 1 листопада 2003 року. Формат програми був придбаний у англійської телекомпанії Zeal. У проекті вийшло 90 випусків в прайм-тайм, 14 спеціальних заходів у кожен вихідний день. В Україні реаліті-шоу транслювалося на телеканалі СТБ у 2003 році.
Після нього почався більш тривалий і більш неоднозначний проект «Дом-2».